# 凱米托 (卡皮拉區)
凱米托（西班牙語：Caimito），是巴拿馬的城鎮，位於該國中東部，由西巴拿馬省的卡皮拉區負責管轄，面積43.8平方公里，海拔高度254米，2010年人口1,635，人口密度每平方公里37.3人。